# متحف عروس الشمال
متحف عروس الشمال، أحد متاحف منطقة حائل، أسسه خالد محمد الجميل، يقع المتحف في حي الزهراء بمدينة حائل وهو بناء مسلح يتكون من دورين وخيمة تراثية وكراج، وبكل دور قاعة كبيرة، القاعة الأرضية بها مجلس تراثي متكامل بأدوات الضيافة العربية كما يضم هذا المجلس أدوات الحرب والسلاح وكذلك أجهزة صوتية.
ويضم المتحف في مجمل قاعاته ومرافقه جميع الأدوات والأواني التي تمثل متطلبات الحياة للإنسان خلال السنين الماضية مثل أدوات الزراعة وأواني وأدوات المأكل والمشرب والقهوة والموازين والملابس وأدوات الحلي والزينة للمرأة وعتاد ركوب الخيل والجمال أثناء الحل والترحال ويضم أيضاً بعض الوثائق وبعض العملات. كما يضم بعض المصنوعات الجلدية والصوفية.

## وصلات خارجية
- متحف عروس الشمال.
- أهم المتاحف الخاصة بحائل.